# Hiroshi Sakai
Hiroshi Sakai (坂井 浩 Sakai Hiroshi?), född 19 oktober 1976 i Mie prefektur, är en japansk före detta fotbollsspelare.
Sakai började sin karriär 1995 i Bellmare Hiratsuka. 2000 flyttade han till Oita Trinita. Han avslutade karriären 2000.